# Poiroux
Poiroux és un municipi francès situat al departament de Vendée i a la regió de País del Loira. L'any 2007 tenia 815 habitants.

## Demografia

### Població
El 2007 la població de fet de Poiroux era de 815 persones. Hi havia 324 famílies de les quals 84 eren unipersonals (50 homes vivint sols i 34 dones vivint soles), 118 parelles sense fills, 114 parelles amb fills i 8 famílies monoparentals amb fills.
La població ha evolucionat segons el següent gràfic:
Habitants censats

### Habitatges
El 2007 hi havia 505 habitatges, 333 eren l'habitatge principal de la família, 148 eren segones residències i 24 estaven desocupats. 494 eren cases i 8 eren apartaments. Dels 333 habitatges principals, 255 estaven ocupats pels seus propietaris, 71 estaven llogats i ocupats pels llogaters i 6 estaven cedits a títol gratuït; 5 tenien una cambra, 14 en tenien dues, 57 en tenien tres, 94 en tenien quatre i 164 en tenien cinc o més. 264 habitatges disposaven pel capbaix d'una plaça de pàrquing. A 146 habitatges hi havia un automòbil i a 171 n'hi havia dos o més.

### Piràmide de població
La piràmide de població per edats i sexe el 2009 era:
| Homes | Edats   | Dones |
| ----- | ------- | ----- |
| 0     | 95 o +  | 0     |
| 0     | 90 a 94 | 4     |
| 0     | 85 a 89 | 4     |
| 4     | 80 a 84 | 8     |
| 16    | 75 a 79 | 4     |
| 8     | 70 a 74 | 12    |
| 36    | 65 a 69 | 24    |
| 20    | 60 a 64 | 8     |
| 16    | 55 a 59 | 20    |
| 8     | 50 a 54 | 32    |
| 24    | 45 a 49 | 28    |
| 44    | 40 a 44 | 8     |
| 24    | 35 a 39 | 32    |
| 24    | 30 a 34 | 20    |
| 16    | 25 a 29 | 8     |
| 16    | 20 a 24 | 8     |
| 16    | 15 a 19 | 20    |
| 12    | 10 a 14 | 24    |
| 24    | 5 a 9   | 20    |
| 4     | 0 a 4   | 32    |

## Economia
El 2007 la població en edat de treballar era de 523 persones, 374 eren actives i 149 eren inactives. De les 374 persones actives 311 estaven ocupades (185 homes i 126 dones) i 63 estaven aturades (23 homes i 40 dones). De les 149 persones inactives 63 estaven jubilades, 28 estaven estudiant i 58 estaven classificades com a «altres inactius».

### Ingressos
El 2009 a Poiroux hi havia 359 unitats fiscals que integraven 906,5 persones, la mediana anual d'ingressos fiscals per persona era de 15.991 €.

### Activitats econòmiques
Dels 43 establiments que hi havia el 2007, 1 era d'una empresa alimentària, 1 d'una empresa de fabricació d'altres productes industrials, 14 d'empreses de construcció, 4 d'empreses de comerç i reparació d'automòbils, 1 d'una empresa de transport, 1 d'una empresa d'hostatgeria i restauració, 1 d'una empresa d'informació i comunicació, 2 d'empreses financeres, 6 d'empreses immobiliàries, 8 d'empreses de serveis, 2 d'entitats de l'administració pública i 2 d'empreses classificades com a «altres activitats de serveis».
Dels 12 establiments de servei als particulars que hi havia el 2009, 1 era una oficina bancària, 2 tallers de reparació d'automòbils i de material agrícola, 3 paletes, 2 guixaires pintors, 3 lampisteries i 1 electricista.
L'únic establiment comercial que hi havia el 2009 era una fleca.
L'any 2000 a Poiroux hi havia 28 explotacions agrícoles que ocupaven un total de 1.248 hectàrees.

## Equipaments sanitaris i escolars
El 2009 hi havia una escola elemental.

## Poblacions més properes
El següent diagrama mostra les poblacions més properes.